# 库什 (毒品)
库什（英語：Kush）是塞拉利昂的一种毒品，制造这种毒品的原料是大麻、草药，有时包含人骨。因盗挖人骨制毒的盗墓犯罪行为在塞拉利昂愈发猖獗，最后该国于2024年4月4日宣布国家进入紧急状态。